# Cephalaria laevigata
Cephalaria laevigata là một loài thực vật có hoa trong họ Kim ngân. Loài này được (Waldst. & Kit.) Schrad. mô tả khoa học đầu tiên năm 1821.